# Comté de McNairy
Le comté de McNairy est un comté de l'État du Tennessee, aux États-Unis.